# Razz (Pokervariante)
Razz ist eine Pokervariante. Es handelt sich dabei um Seven Card Stud Lowball, das heißt, dass die schlechteste Hand gewinnt. Dabei ist das Ass die niedrigste Karte; Straights und Flushes werden nicht als solche gewertet.

## Ablauf einer Hand
- Alle Spieler setzen das Ante.

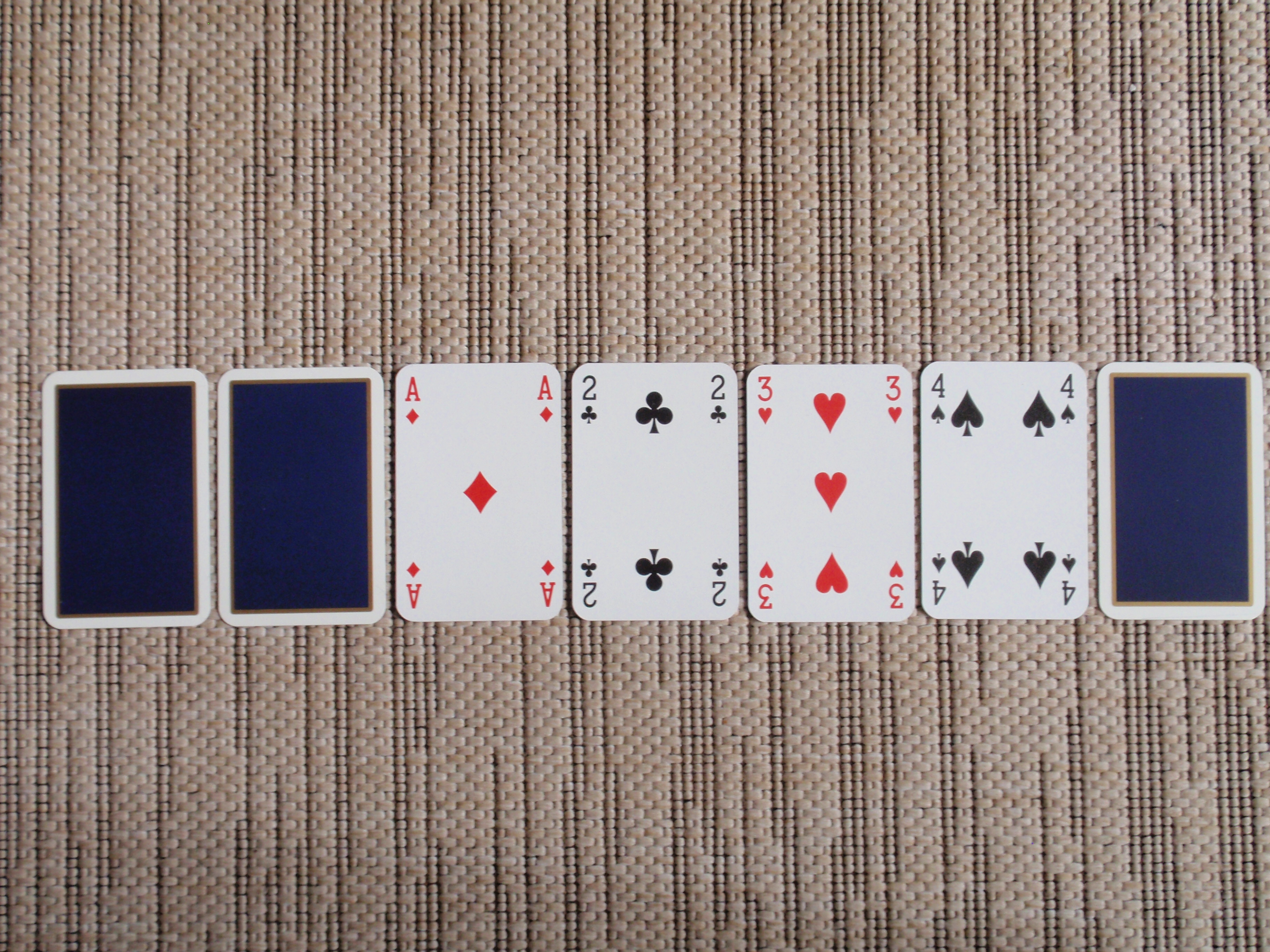
Eine fertige Razzhand

- Jeder Spieler erhält zwei verdeckte (nur ihm bekannte) und eine offene Karte.
- Der Spieler mit der höchsten offenen Karte setzt das sogenannte Bring-In. Haben zwei Spieler die gleiche hohe Karte, wird nach Farbe entschieden (Kreuz – „clubs“ – ist am höchsten, darauf folgen in absteigender Rangfolge: Karo, Herz und Pik – „diamonds“, „hearts“ and „spades“).
- Das ist der Beginn der ersten Setzrunde.
- Jeder Spieler bekommt eine offene Karte (Fourth Street).
- Nächste Setzrunde. Der Spieler mit der niedrigsten offenen Kombination beginnt.
- Jeder Spieler bekommt eine offene Karte (Fifth Street).
- Dritte Setzrunde. Der Spieler mit der niedrigsten offenen Kombination beginnt.
- Jeder Spieler bekommt eine offene Karte (Sixth Street).
- Vierte Setzrunde. Der Spieler mit der niedrigsten offenen Kombination beginnt.
- Jeder Spieler bekommt eine verdeckte Karte (Seventh Street oder auch River).
- Fünfte und Letzte Setzrunde. Der Spieler mit der niedrigsten offenen Kombination beginnt.
- Showdown.

## Showdown
Der Spieler mit der niedrigsten Fünfkartenkombination gewinnt den Pot, dabei werden Straights und Flushes ignoriert und das Ass ist die niedrigste Karte. Die beste Hand ist somit Ass, 2, 3, 4, 5. Da die Wertung der Hände im Übrigen nach den allgemeinen Pokerregeln erfolgt, ist 8 High in jedem Falle schlechter (was im Lowball bedeutet, dass die Hand verliert) als 7 High, unabhängig davon, ob die anderen Karten niedriger sind. A, 2, 3, 4, 8 verliert also gegen 3, 4, 5, 6, 7.